# قلعة ديار بكر

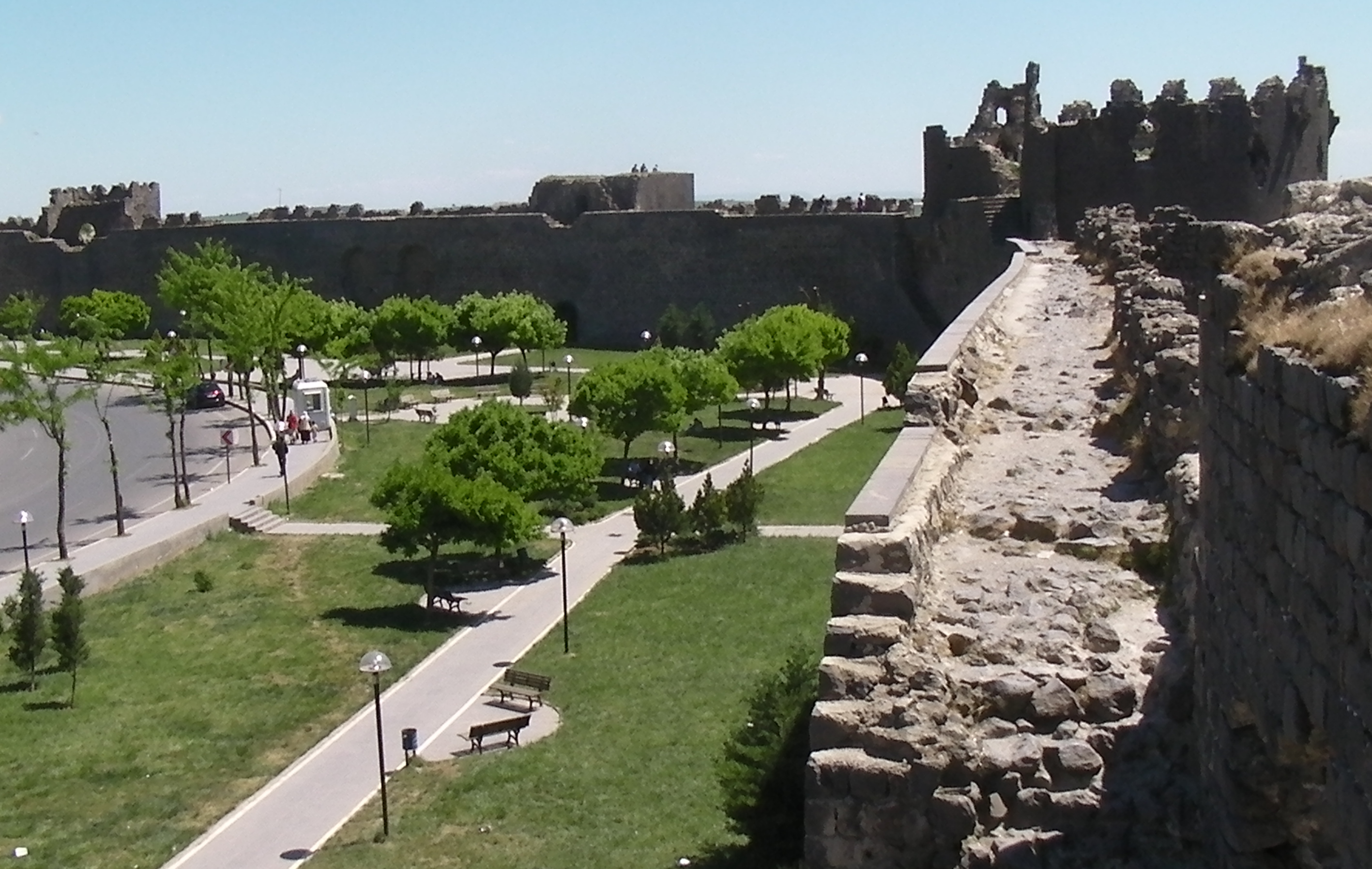

قلعة ديار بكر أو أمد كما يسميها الأكراد، تقع القلعة في أكبر مدينة في جنوب شرق تركيا، على ضفاف نهر دجلة،  وهي قلعة تاريخية مهمة وتعتبر سور للمدينة ويبلغ طول سورها الخارجي 5000 متر وتحتوي على 82 برج ولها 4 أبواب، وقد تم ابناها في عهد الأحرار، وفي سنة 349 تحولت القلعة إلى سور حول المدينة في العهد الروماني في عهد الإمبراطور قونطانطينيوس الثاني، وقد جدتت وأهلت في عدة عهود منها العهد البيزنطي والعهد العثماني، وعمرت من جديد في عهد الجمهورية التركية وتعتبر القلعة اليوم رمزاً من رموز ديار بكر.